# Фауст: Трагедія
Фауст. Трагедія (нім. Faust. Eine Tragödie, вимовляється [faʊ̯st ˈaɪ̯nə tʁaˈɡøːdi̯ə] ⓘ, або Faust. Der Tragödie erster Teil [Фауст. перша частина трагедії]) перша частина трагічної п'єси «Фауст» Йоганна Вольфганга фон Гете, яку багато хто вважає найвидатнішим твором німецької літератури. Вона була вперше опублікована в 1808 році.

## Синопсис
Перша частина «Фауста» не поділена на акти, а структурована як послідовність сцен у різних місцях. Після присвятної поеми та прелюдії в театрі, власне сюжет починається з прологу на небесах, де Господь укладає ставку з Мефістофелем, представником диявола, про те, що Мефістофель не зможе збити з пантелику улюбленого вченого Господа, доктора Фауста. Потім ми бачимо Фауста в його кабінеті, який, розчарований знаннями та результатами, отриманими природними засобами науки, намагається і зазнає невдачі здобути знання про природу та Всесвіт магічними засобами. Пригнічений цією невдачею, Фауст думає про самогубство, але його стримують звуки початку великодніх святкувань. Він приєднується до свого помічника Вагнера на великодню прогулянку сільською місцевістю серед учасників свята, і за ним додому йде пудель. Повернувшись до кабінету, пудель перетворюється на Мефістофеля, який пропонує Фаусту контракт: він виконуватиме накази Фауста на землі, а Фауст зробить те саме для нього в пеклі (якщо, як додає Фауст у важливому додатковому реченні, Мефістофель зможе задовольнити його і змусити захотіти, щоб мить тривала вічно). Фауст підписується кров'ю, і Мефістофель спочатку веде його до таверни Ауербаха в Лейпцигу, де диявол жартує над п'яними гуляками. Перетворившись за допомогою відьми на юнака, Фауст зустрічає Маргариту (Гретхен), і вона збуджує його пристрасть. Завдяки схемі, пов'язаній з коштовностями та сусідкою Гретхен Мартою, Мефістофель влаштовує зв'язок Фауста та Гретхен. Після періоду розлуки Фауст спокушає Гретхен, яка випадково вбиває свою матір снодійним зіллям, яке їй дав Фауст. Гретхен дізнається, що вона вагітна, і її муки ще більше посилюються, коли Фауст і Мефістофель вбивають її розлюченого брата в дуелі на мечах. Мефістофель намагається відволікти Фауста, беручи його на шабаш відьом у Вальпургієву ніч, але Фауст наполягає на тому, щоб врятувати Гретхен від страти, до якої її засудили після того, як вона втопила свою новонароджену дитину в стані божевілля. У підземеллі Фауст марно намагається переконати Гретхен піти за ним на свободу. В кінці драми, коли Фауст і Мефістофель тікають з підземелля, голос з небес сповіщає про порятунок Гретхен.

### Пролог
Пролог в театрі

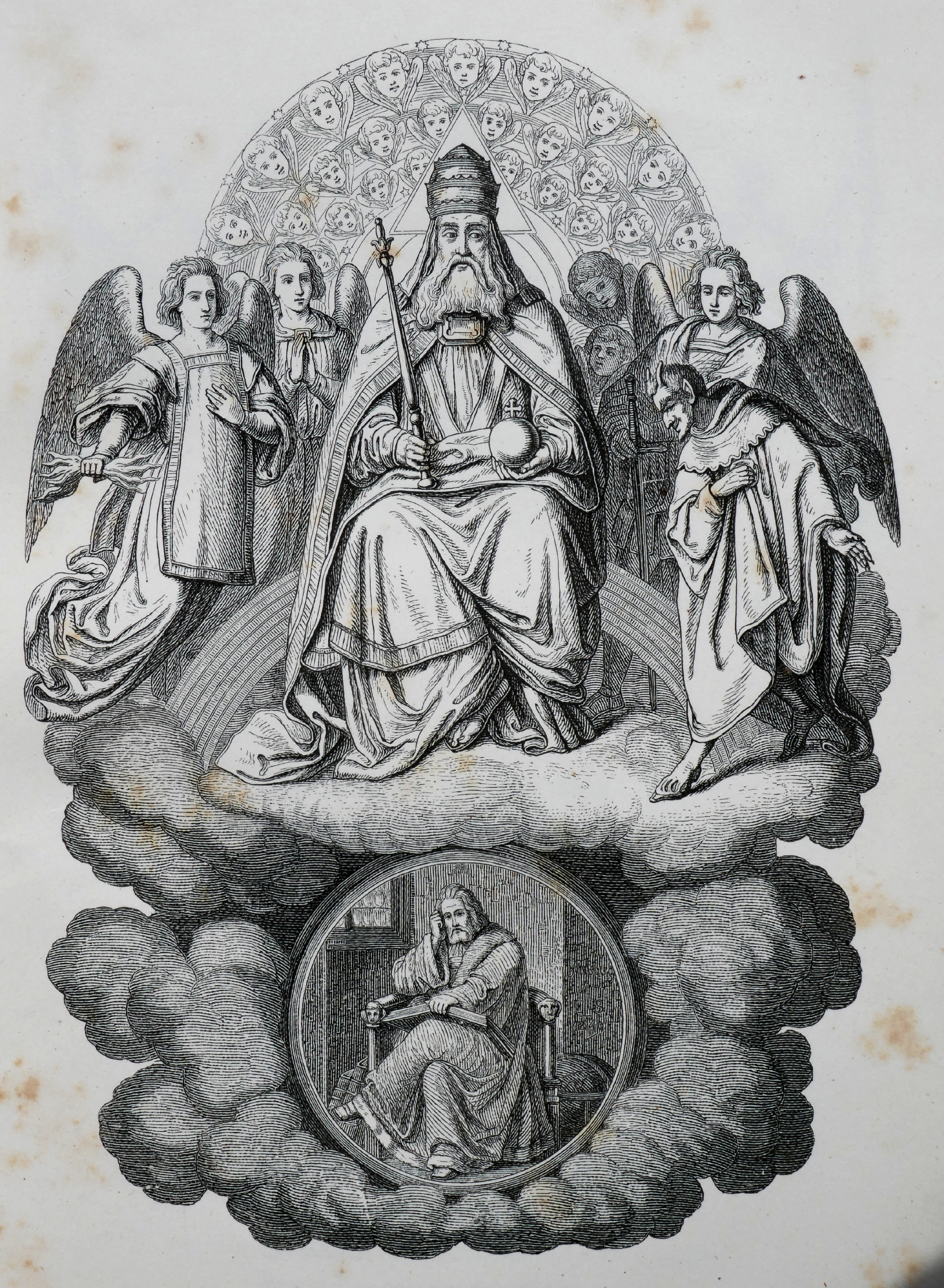
Пролог на небесах (1854) Енгельберта Зайберца

У першому пролозі троє людей (театральний режисер, поет та актор) обговорюють мету театру. Режисер підходить до театру з фінансової точки зору та прагне заробити гроші, догоджаючи натовпу; актор прагне власної слави через славу актора; а поет прагне створити витвір мистецтва зі значущим змістом. У багатьох постановках пізніше у п'єсі використовуються ті самі актори, щоб провести зв'язки між персонажами: режисер знову з'являється як Бог, актор як Мефістофель, а поет як Фауст.
Пролог на небесах: Парі
П'єса починається з Прологу на небесах. Натякаючи на історію Йова, Мефістофель укладає парі з Богом за душу Фауста.
Бог вирішив «скоро привести Фауста до ясності», який раніше лише «служив [Йому] безладно». Однак, щоб випробувати Фауста, він дозволяє Мефістофелю спробувати збити його зі шляху. Бог проголошує, що «людина все ще повинна помилятися, поки вона прагне». Показано, що результат парі неминучий, бо «добра людина, навіть у своїх найпохмуріших поривах, усвідомлює правильний шлях», а Мефістофелю дозволено збити Фауста зі шляху лише для того, щоб він міг навчитися на своїх провинах.

### Трагедія Фауста
Ніч
Власне п'єса починається з монологу Фауста, який сидить у своєму кабінеті та розмірковує над усім, що вивчав протягом свого життя. Незважаючи на свої широкі дослідження, він незадоволений своїм розумінням функціонування світу і визначив лише те, що зрештою «нічого» не знає. Наука підвела його, Фауст шукає знань у Нострадамуса, у «знаку Макрокосмосу» та у духа Землі, все ще не досягаючи задоволення.

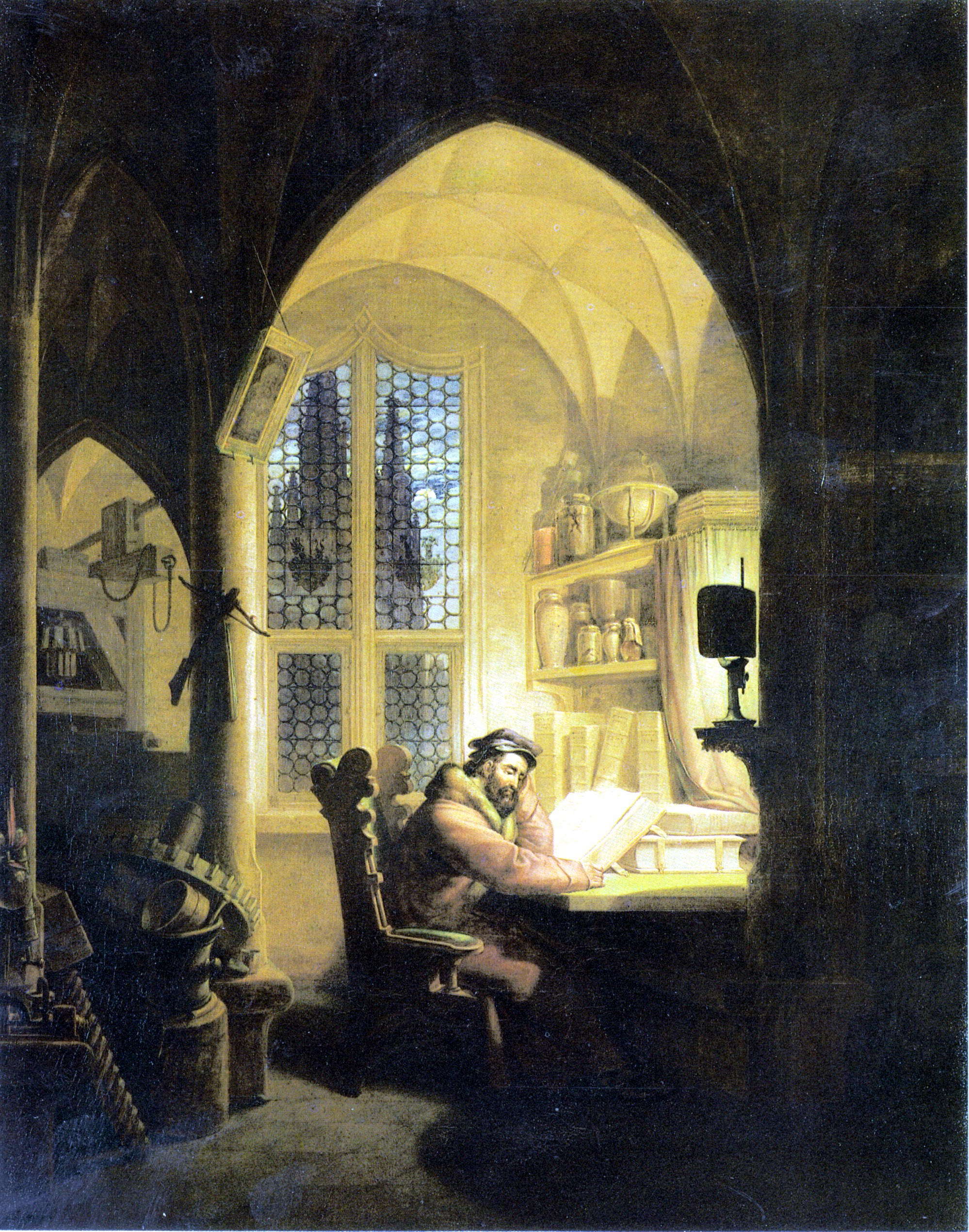
Фауст у своєму кабінеті (1829), Георг Фрідріх Керстінг
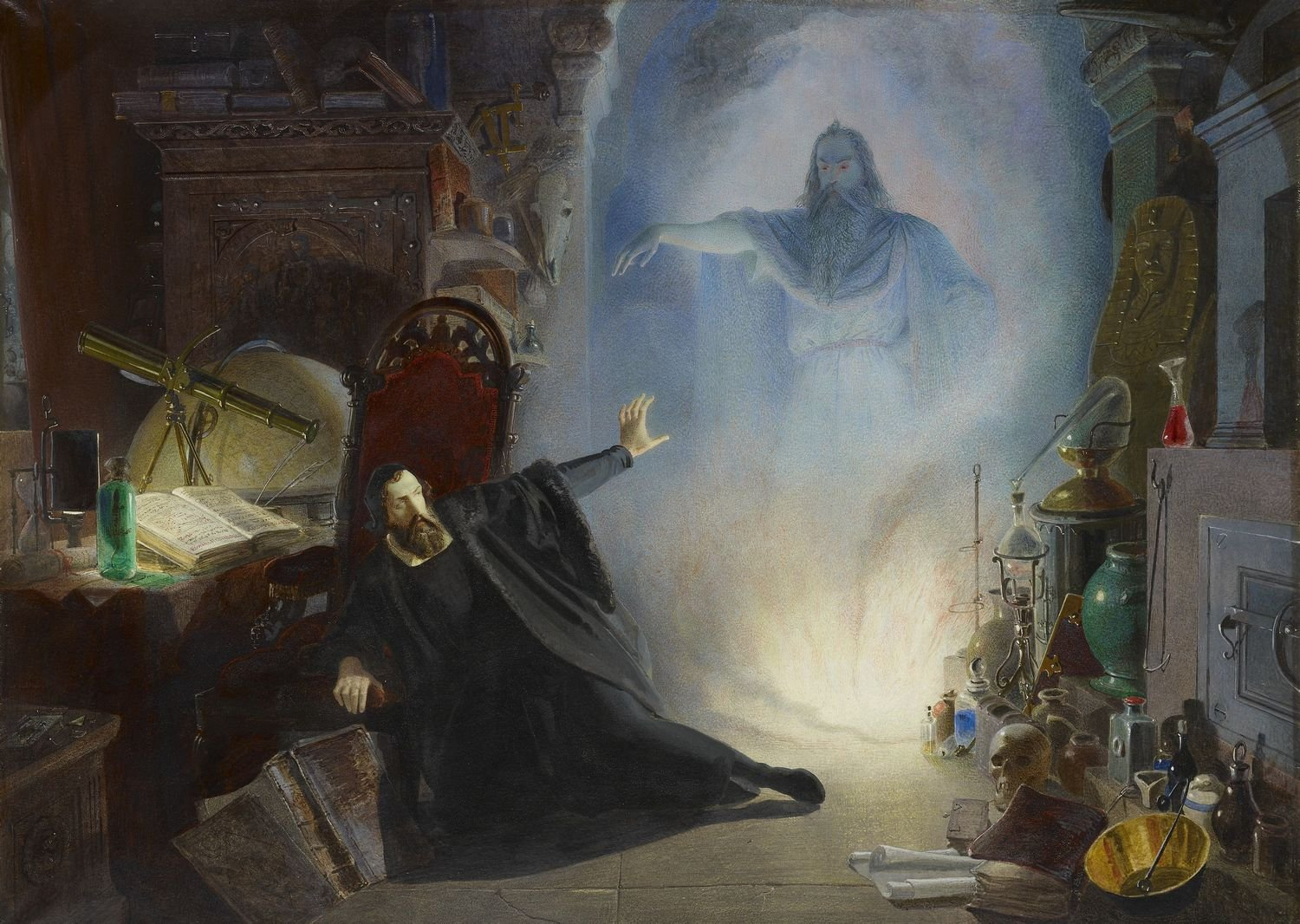
"Сцена з «Фауста» Гете, поява Духа Землі (1852), Едвард Генрі Корбольд
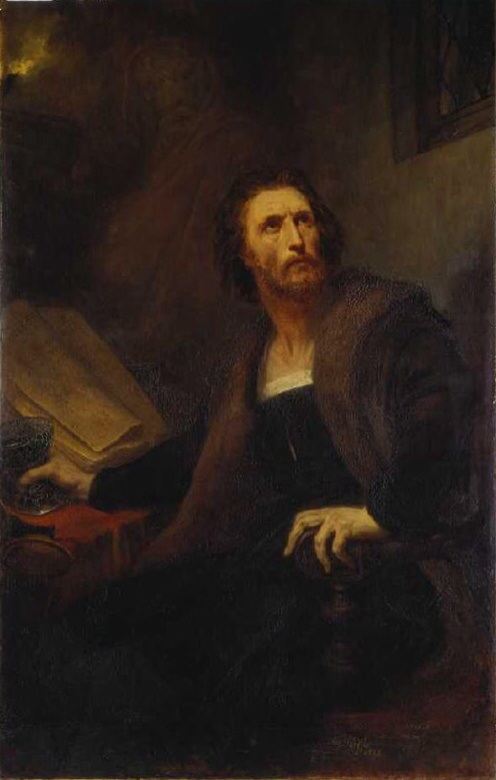
Фауст з кубком отрути (1858) Арі Шеффера

Поки Фауст розмірковує над уроками духа Землі, його перериває його фамулюс, Вагнер. Вагнер символізує марнославний науковий тип, який розуміє лише книжкове навчання, і представляє освічену буржуазію. Його підхід до навчання — це ясний, холодний пошук, на відміну від Фауста, якого веде емоційне прагнення до божественного знання.
Засмучений Фауст помічає флакон з отрутою та думає про самогубство. Однак його зупиняє звук церковних дзвонів, що сповіщають про Великдень, і які нагадують йому не про християнський обов'язок, а про щасливіші дні дитинства.
За міською брамою
Фауст і Вагнер прогуляються містом, де люди святкують Великдень. Вони вітають Фауста, коли він проходить повз них, бо батько Фауста, сам алхімік, вилікував чуму. Фауст у похмурому настрої. Прогулюючись серед селян, Фауст розкриває Вагнеру свій внутрішній конфлікт. Фауст і Вагнер бачать пуделя, але не знають, що це переодягнений Мефістофель, який слідує за ними в місто.
Дослідження

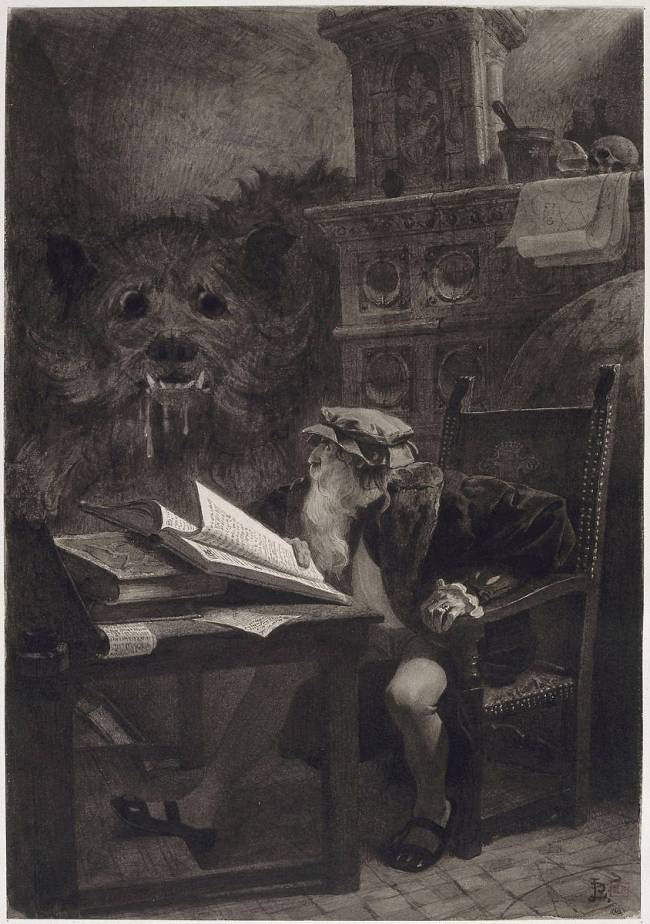
Фауст обороняється (бл. 1885), Жан-Поль Лоран
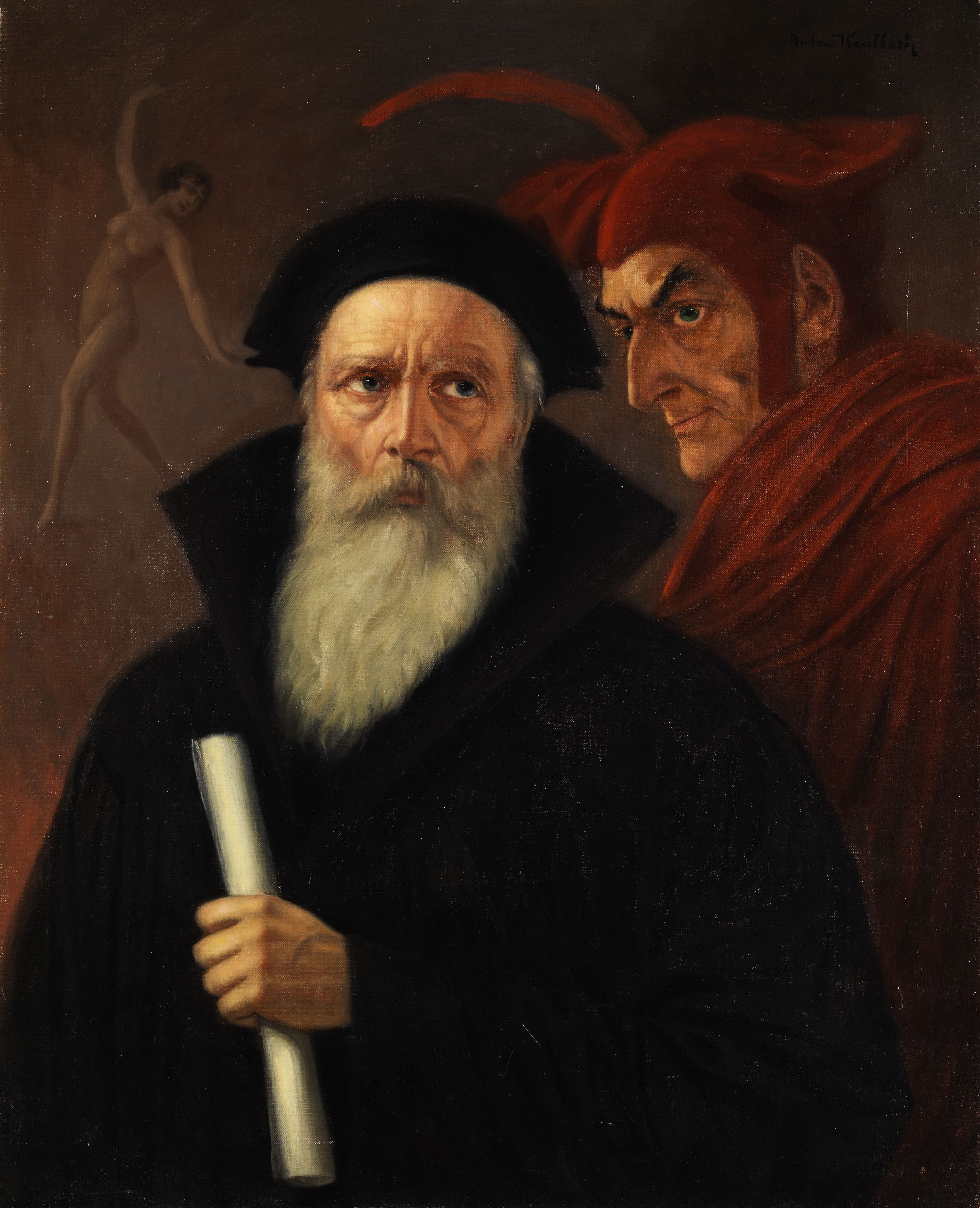
Фауст і Мефістофель (кін. XIX ст. — поч. XX ст.), Антон Каульбаух
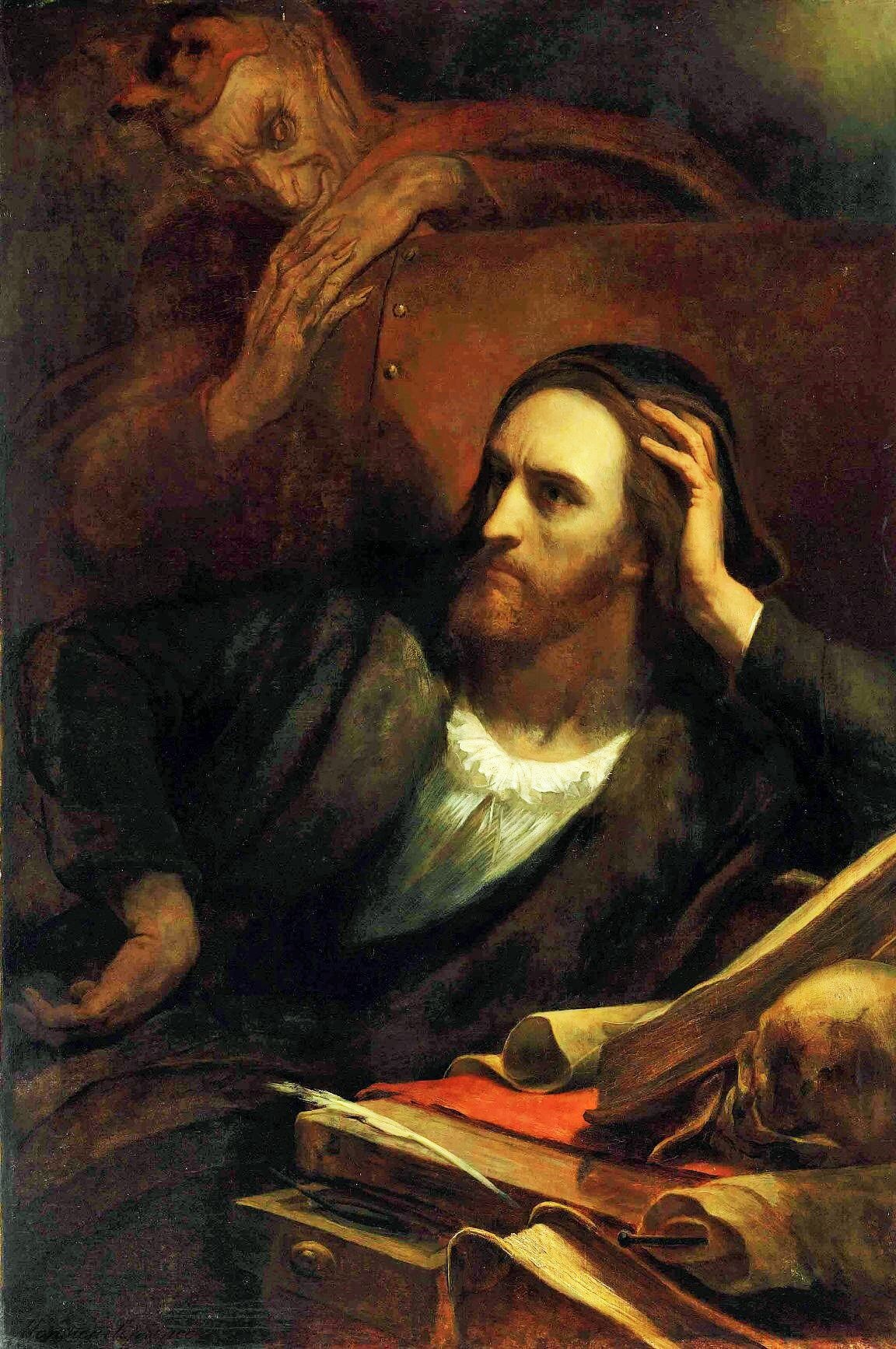
Фауст і Мефістофель (1848) Арі Шеффера

Фауст повертається до своїх покоїв, і собака слідує за ним. Фауст перекладає Євангеліє від Івана, що створює труднощі, оскільки Фауст не може визначити зміст першого речення (зокрема, слова Логос (давньогрецька: Λὀγος) — «Спочатку був Логос, і Логос був у Бога, і Логос був Бог» — зараз перекладається як Слово). Зрештою, він вирішує перекласти його зі значенням, якого Логос не має, написавши «Спочатку було діло».
Слова Біблії схвильовують собаку, яка виявляється чудовиськом. Коли Фауст намагається відбити його чаклунством, собака перетворюється на Мефістофеля, переодягненого в мандрівного вченого. Після того, як Фауст розкриває йому свою особу, Мефістофель пропонує показати Фаусту радощі життя. Спочатку Фауст відмовляється, але диявол втягує його в парі, кажучи, що покаже Фаусту речі, яких той ніколи не бачив. Вони підписують угоду, погоджуючись, що якщо Мефістофель зможе дати Фаусту мить, в яку він більше не бажатиме боротися, але благатиме, щоб ця мить тривала, він зможе отримати душу Фауста:
ФАУСТ: Ти бив, я перебив!
Як я скажу коли хвилині:
«Спинись! бо дивно гарна ти!»
Взять маєш мене в ланцюжини,
І рад на загибель буду йти!
Хай похорон тоді задзвонять,
І служба хай твоя мине,
Й дзигарі стануть, стрілки зронять,
І вік перейде для мене!
Підвал Ауербаха в Лейпцигу

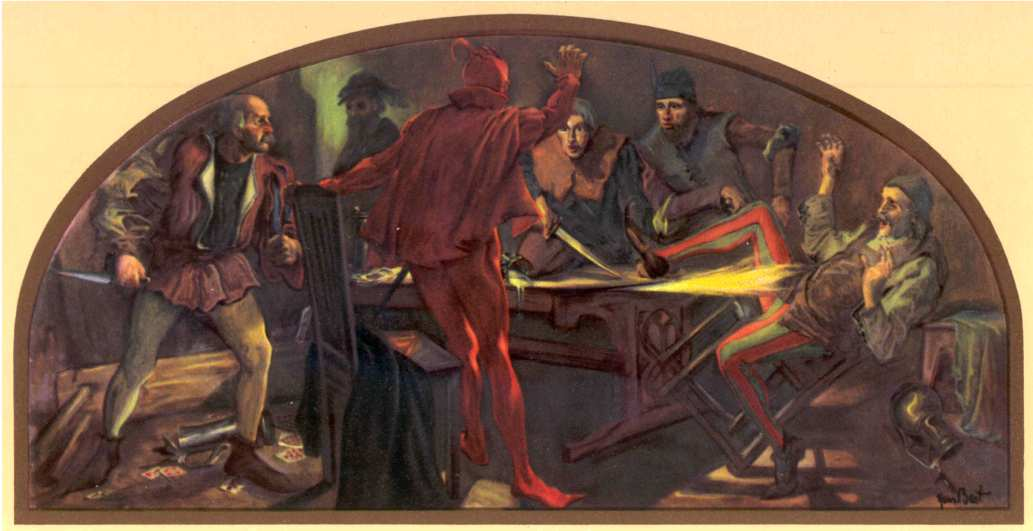
Хибний образ і слово… (1913) Ганса Беста

У цій та решті драми Мефістофель веде Фауста через «малий» і «великий» світи. Зокрема, «малий світ» є темою Фауста I, тоді як «великий світ», що також уникає обмежень часу, призначений для Фауста II.
Ці сцени підтверджують те, що було зрозуміло Фаусту в його переоцінці своїх сил: він не може програти парі, бо ніколи не буде задоволений, а отже, ніколи не переживе «великої миті», яку обіцяв йому Мефістофель. Мефістофель, здається, не в змозі дотримуватися договору, оскільки він воліє не виконувати бажання Фауста, а радше відокремити його від колишнього існування. Він ніколи не дає Фаусту того, чого той хоче, натомість намагається захопити Фауста поверхневими потураннями і таким чином занурити його в глибоку провину.
У сцені в «Підвалі» Ауербаха Мефістофель веде Фауста до таверни, де Фауст нудьгує та відчуває огиду до п'яних гуляк. Мефістофель розуміє, що його перша спроба привести Фауста до загибелі зазнала невдачі, бо Фауст очікує чогось іншого.

### Трагедія Гретхен
Відьмина кухня
Мефістофель веде Фауста до відьми, яка за допомогою чарівного зілля, звареного під чарами Hexen-Einmaleins (відьминої алгебри), перетворює Фауста на красивого юнака. У чарівному дзеркалі Фауст бачить образ жінки, ймовірно, схожий на картини оголеної Венери італійських майстрів епохи Відродження, таких як Тиціан чи Джорджоне, що пробуджує в ньому сильне еротичне бажання. На відміну від сцени в «Підвалі» Ауербаха, де люди поводилися як тварини, тут тварини відьми поводяться як люди.
Вулиця

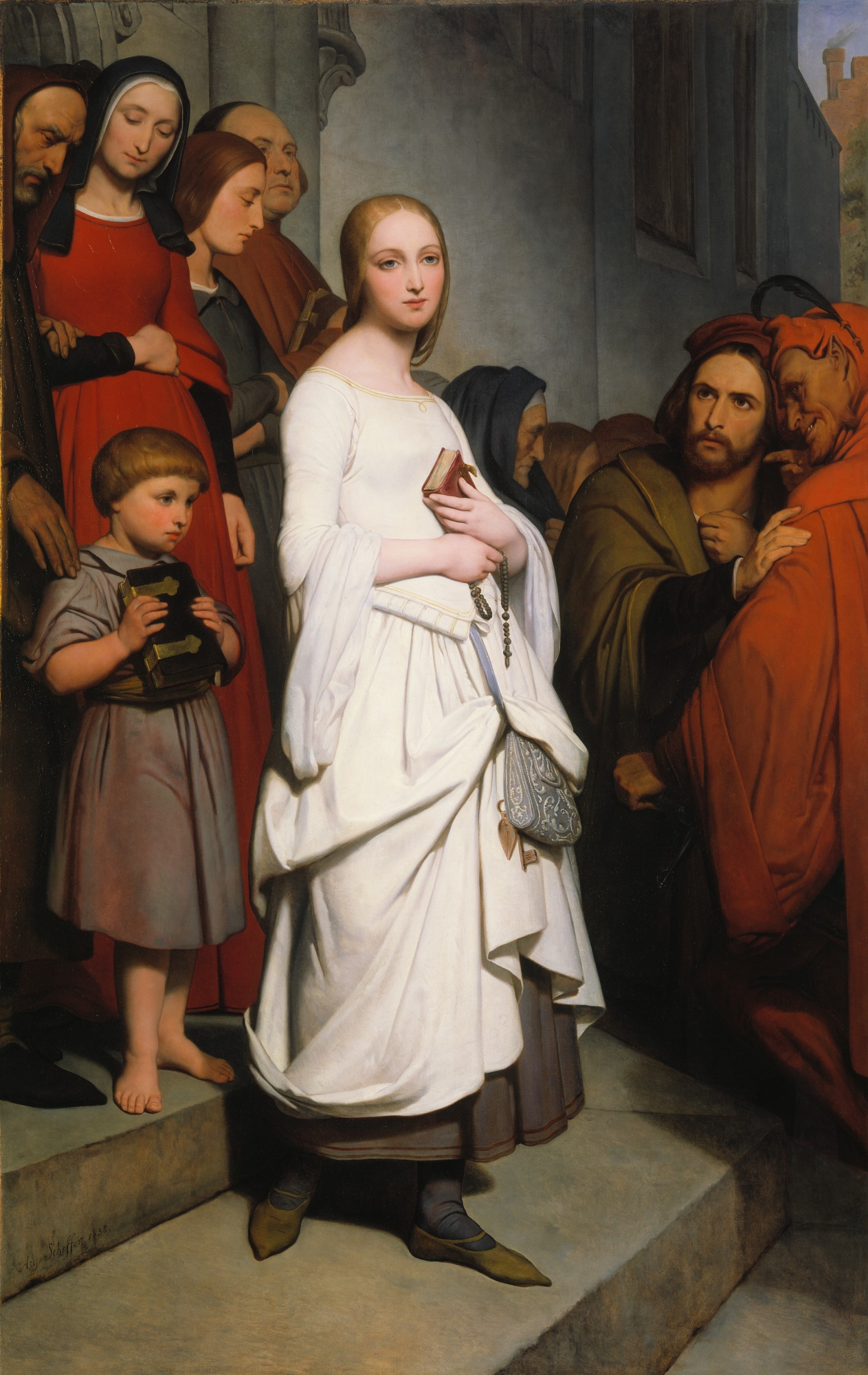
«Маргарита залишає церкву» (1838) Арі Шеффера

Фауст помічає Маргариту, відому як «Гретхен», на вулиці її міста та вимагає, щоб Мефістофель дістав її для нього. Мефістофель передбачає труднощі через непідкупну натуру Маргарити. Він залишає коштовності в її шафі, викликаючи її цікавість.
Вечір
Маргарита приносить коштовності своїй матері, яка побоюється їхнього походження, і дарує їх Церкві, що дуже обурює Мефістофеля.
Будинок сусідки
Мефістофель залишає ще одну скриню з коштовностями в будинку Гретхен. Гретхен невинно показує коштовності своїй сусідці Марті. Марта радить їй таємно носити коштовності там, у своєму будинку. Мефістофель повідомляє Марті, що її давно відсутній чоловік помер. Почувши розповідь історії його смерті, вона просить його привести ще одного свідка, щоб підтвердити це. Він погоджується, знайшовши спосіб, щоб Фауст зустрівся з Гретхен.
Сад

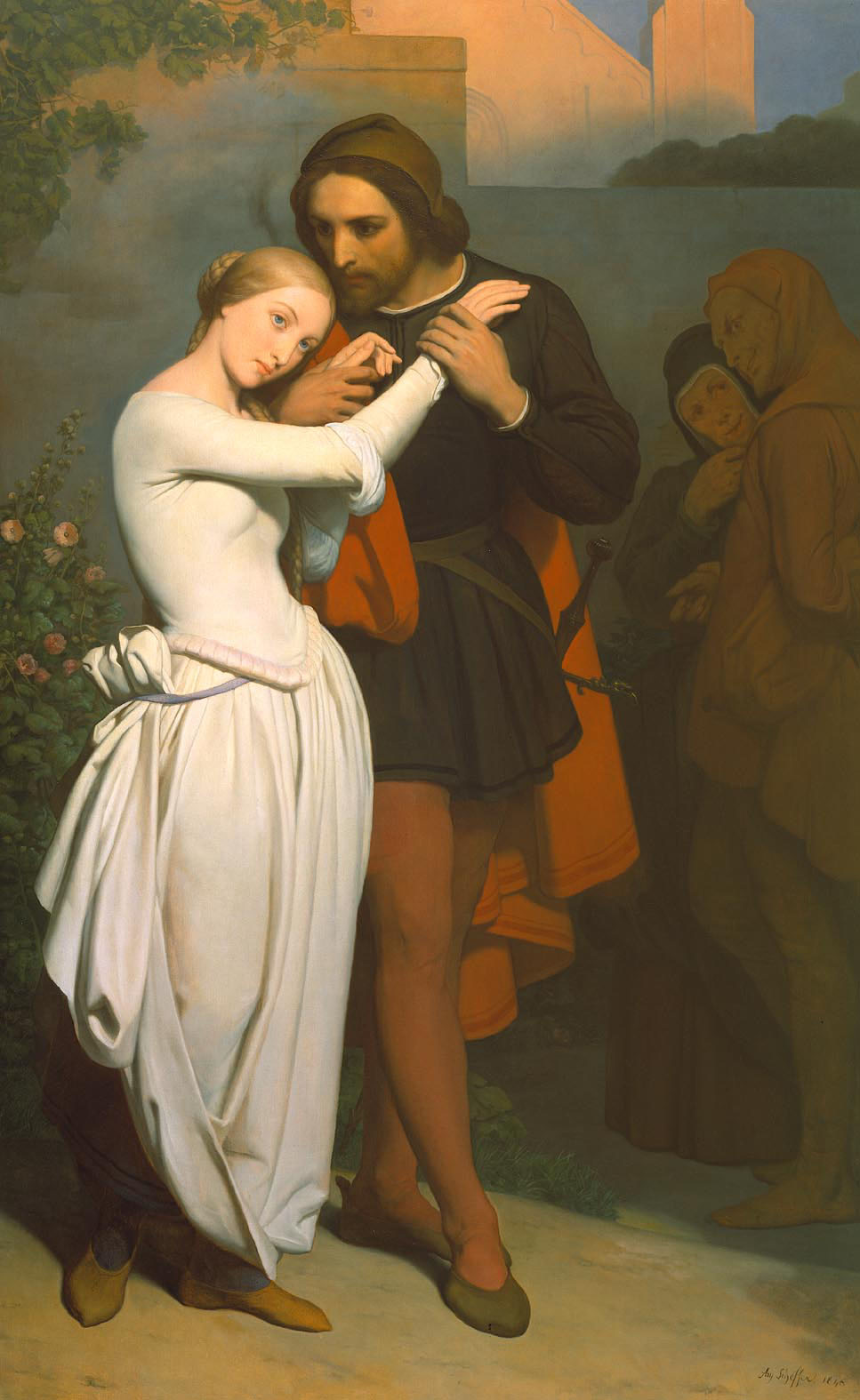
«Фауст і Маргарита в саду» (1846) Арі Шеффера

На зустрічі в саду Марта фліртує з Мефістофелем, і він намагається відхилити її неприховані залицяння. Гретхен зізнається Фаусту в коханні, але вона інстинктивно знає, що його супутник (Мефістофель) має неналежні мотиви.
Ліс і печера
Монолог Фауста протиставляється монологу Гретхен біля прядки в наступній сцені. Цей монолог тематично пов'язаний з початковим монологом Фауста в його кабінеті; він безпосередньо звертається до Духа Землі.
Кімната Гретхен

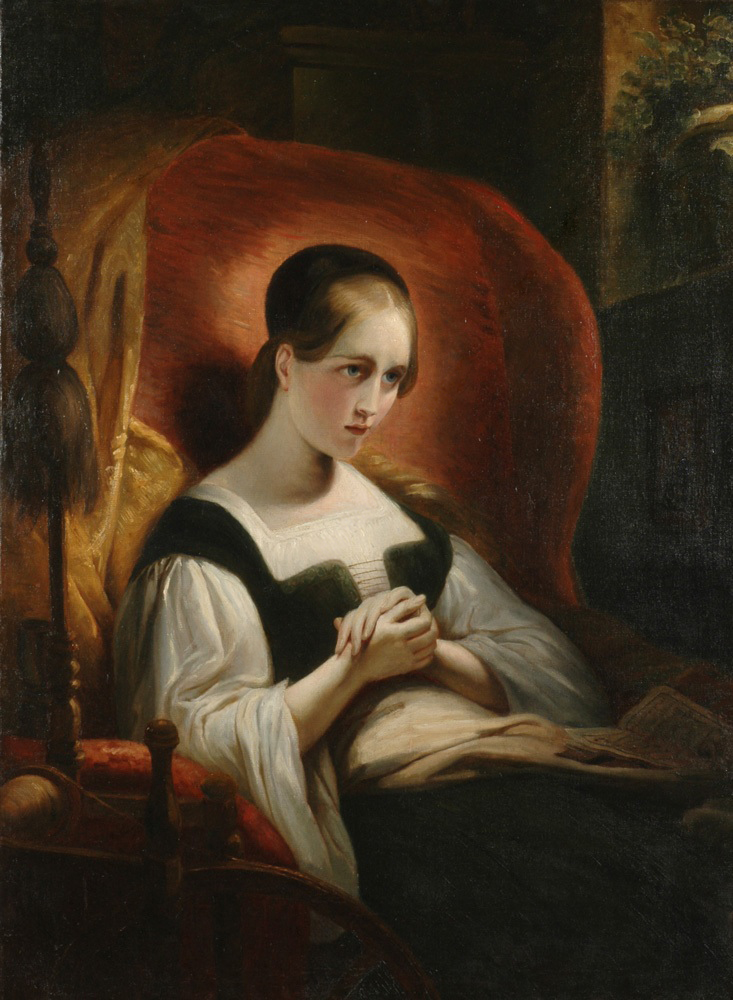
Маргарита біля прядки (бл. 1840-50) Арі Шеффера

Гретхен сидить біля своєї прядки та думає про Фауста. Текст цієї сцени був, зокрема, покладений на музику Францом Шубертом у пісні «Гретхен на прядці», Op. 2, D. 118 (1814).
Сад Марти
Гретхен ставить Фаусту відоме питання: «Дак от, скажи: як ти до віри?». Вона хоче впустити Фауста до своєї кімнати, але боїться матері. Фауст дає Гретхен пляшечку зі снодійним, щоб вона дала її матері. Катастрофічно, зілля виявляється отруйним, і трагедія починає розвиватися.
«Біля криниці» та «Біля міської стіни»

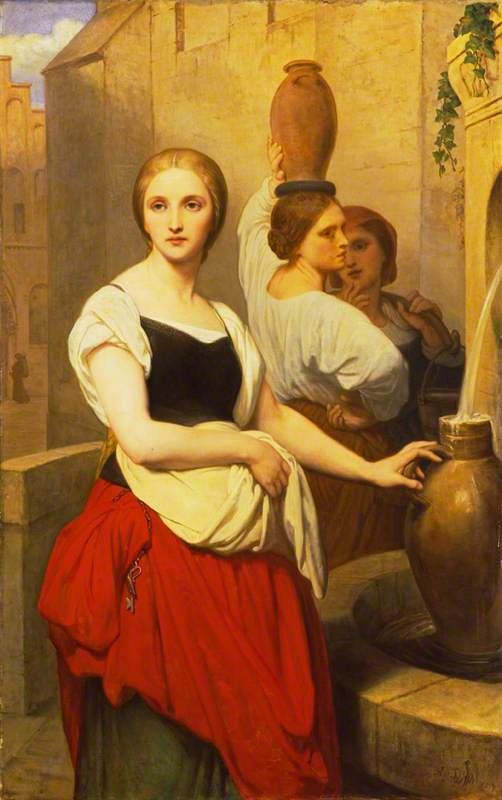
Маргарита біля криниці (1858) Арі Шеффера

У наступних сценах у Гретхен виникають перші передчуття, що вона вагітна в результаті спокушання Фауста. Обговорення Гретхен та Лізхен щодо незаміжньої матері у сцені біля криниці підтверджує підозри читача щодо вагітності Гретхен. Її провина показана в останніх рядках її промови: «Дак на язик доволі й слів не назбираю! / Мені вже чорне, я-ж іще його чорню, / І досить все — ж ніяк не зачорню; / И так славила себе та вгору все п'ялась, / І ось… сама гріху далась !.. / І все, що в гріх ввело тяжкий,— / Ой любе — ж, гарне — ж, боже мій!». У сцені «Біля міської стіни» Гретхен стає на коліна перед статуєю Діви Марії та молиться про допомогу. Вона використовує початок Stabat Mater, латинського гімну тринадцятого століття, автором якого, як вважається, є Якопоне да Тоді.
Ніч: Вулиця перед дверима Гретхен
Валентин, брат Гретхен, розлючений її зв'язком з Фаустом і викликає його на дуель. Під керівництвом Мефістофеля Фауст перемагає Валентина, який проклинає Гретхен безпосередньо перед смертю.
Кірха
Гретхен шукає розради в церкві, але її мучить Злий Дух, який шепоче їй на вухо, нагадуючи про її провину. Ця сцена загалом вважається однією з найкращих у п'єсі. Болісні звинувачення та попередження Злого Духа про вічне прокляття Гретхен на Страшному суді, а також спроби Гретхен протистояти їм, переплітаються з куплетами гімну Dies irae (з традиційного латинського тексту Заупокійної меси), який співає на задньому плані хор собору. Зрештою Гретхен непритомніє.
Вальпургієва ніч та сон Вальпургієвої ночі

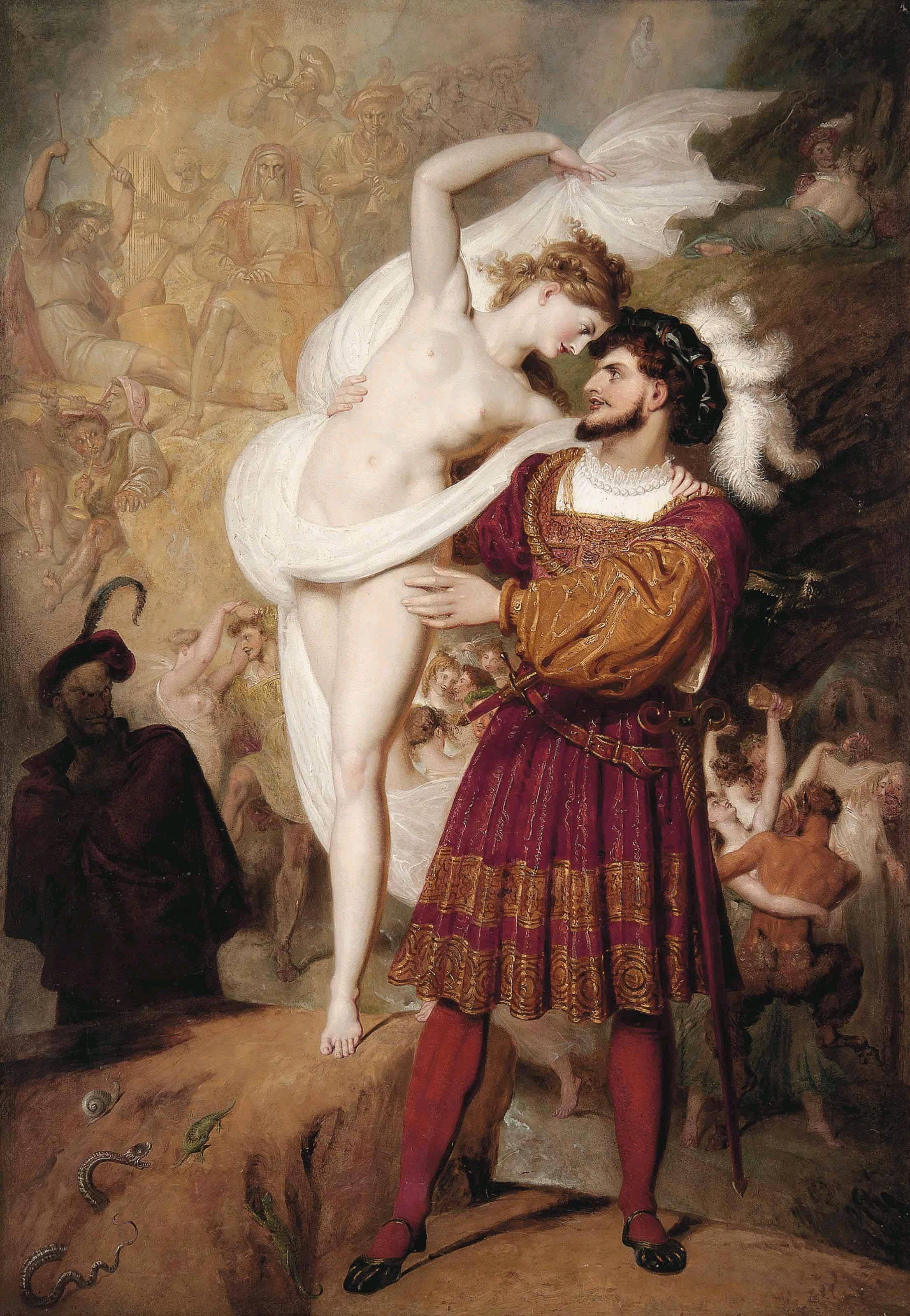
Фауст і Ліліт (1831), Річард Вестол
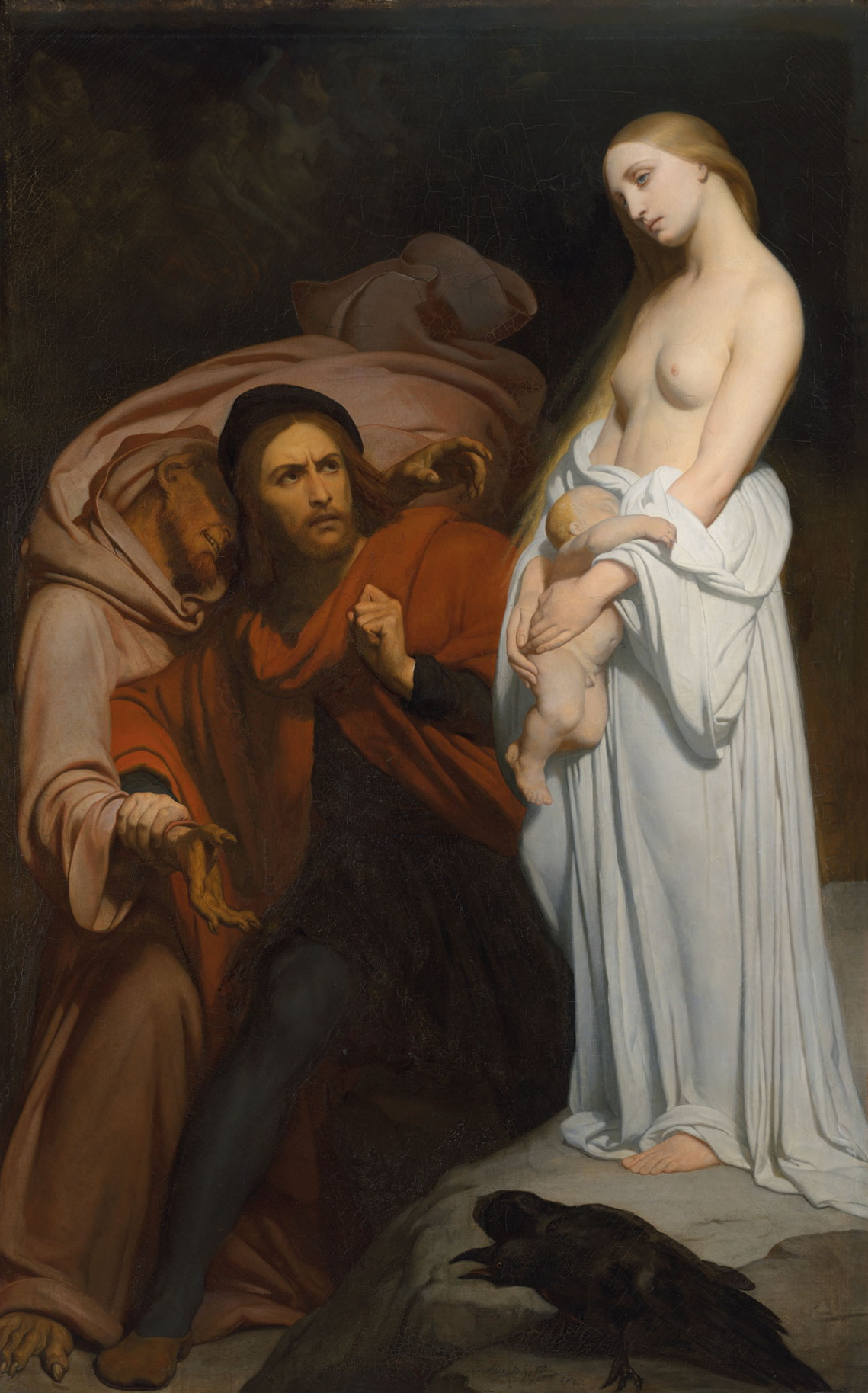
Фауст у Вальпургієву ніч (бл. 1840-50) Арі Шеффера

Народне повір'я свідчить, що під час Вальпургієвої ночі (Walpurgisnacht) у ніч на 30 квітня — напередодні свята Святої Вальпурги — відьми збираються на горі Брокен, найвищій вершині Гарцських гір, і влаштовують гулянки з дияволом. Свято є вакханалією злих і демонічних сил.
На цьому святі Мефістофель переносить Фауста з площини кохання на сексуальну, щоб відвернути його від долі Гретхен. Мефістофель тут одягнений як юнкер (шляхтич) з роздвоєними копитами. Мефістофель заманює Фауста в обійми оголеної молодої відьми, але його відволікає вигляд Медузи, яка з'являється йому в «образі його коханої»: «самотня дитина, бліда та прекрасна», схожа на «милу Гретхен».
«Страшний день. Поле» та «Ніч. Відкрите поле»
Перша з цих двох коротких сцен — єдиний розділ в опублікованій драмі, написаний прозою, а інша — у нерегулярних неримованих віршах. Фауст, очевидно, дізнався, що Гретхен у своєму відчаї втопила новонароджену дитину і була засуджена до смерті за дітовбивство. Тепер вона чекає на страту. Фауст відчуває себе винним у її скрутному становищі та дорікає Мефістофелю, який, однак, наполягає на тому, що Фауст сам скинув Гретхен на загибель: «Хто скинув її на загибель? Я чи ти?» Однак Мефістофель нарешті погоджується допомогти Фаусту врятувати Гретхен з її келії.
Підземелля
Мефістофель здобуває ключ від підземелля та присипляє охоронців, щоб Фауст міг увійти. Гретхен більше не піддається ілюзії молодості Фауста та спочатку не впізнає його. Фауст намагається вмовити її втекти, але вона відмовляється, бо усвідомлює, що Фауст більше не кохає її і лише співчуває їй. Коли вона бачить Мефістофеля, вона лякається і благає небеса: «Суд Божий! Тобі віддаю свою душу!». Мефістофель виштовхує Фауста з в'язниці зі словами: «Вона тепер засуджена!» (Sie ist gerichtet!). Однак порятунок Гретхен підтверджують голоси згори: «Спасена!» (Ist gerettet!).